# 聖何塞德巴洛文托
10°18′N 66°0′W / 10.300°N 66.000°W
聖何塞德巴洛文托（西班牙語：San José de Barlovento），是委內瑞拉的城市，位於該國北部米蘭達州，是安德雷斯貝略市的首府，始建於1846年，海拔高度16米，受潮濕熱帶氣候影響。